# Considia montana
Considia montana är en insektsart som beskrevs av Schmidt 1928. Considia montana ingår i släktet Considia och familjen spottstritar. Inga underarter finns listade i Catalogue of Life.